# آندریامبیلانی
آندریامبیلانی (به لاتین: Andriambilany) یک منطقهٔ مسکونی در ماداگاسکار است که در بخش امباتولامپی واقع شده‌است. آندریامبیلانی ۶٬۰۰۰ نفر جمعیت دارد و ۱٬۴۶۸ متر بالاتر از سطح دریا واقع شده‌است.